# 艾德爾懷爾德 (加利福尼亞州圖萊里縣)
艾德爾懷爾德（英語：Idlewild）是位於美國加利福尼亞州圖萊里縣的一個人口普查指定地區。

## 地理
艾德爾懷爾德的座標為35°48′35″N 118°40′14″W / 35.80972°N 118.67056°W，而該地最高點為海拔高度1148米（即3766英尺）。

## 人口
根據2010年美國人口普查的數據，艾德爾懷爾德的面積為1.190平方千米，當中陸地面積為1.190平方千米，而水域面積為0.000平方千米。當地共有人口43人，而人口密度為每平方千米36人。